# Destination: Love LIVE! at Cold Rice
Destination: Love LIVE! at Cold Rice är ett album från 1996 av The Make-Up.

## Låtarna på albumet
| Nr  | Titel                          | Längd | Notering |
| --- | ------------------------------ | ----- | -------- |
| 1.  | Intro Hold It                  |       |          |
| 2.  | Here Comes The Judge           |       |          |
| 3.  | You and I versus the world     |       |          |
| 4.  | They live by night             |       |          |
| 5.  | Bring the birds down           |       |          |
| 6.  | Don't mind the mind            |       |          |
| 7.  | Evidence is everywhere         |       |          |
| 8.  | We can't be contained          |       |          |
| 9.  | Introductions                  |       |          |
| 10. | Don't Step On The Children     |       |          |
| 11. | How pretty can u get?          |       |          |
| 12. | R U A Believer                 |       |          |
| 13. | International Airport          |       |          |
| 14. | We gotta get off this rock     |       |          |
| 15. | So Chocolately/Destination:Luv |       |          |
| 16. | Outro/Hold It                  |       |          |